# Radzisław (herb szlachecki)

Herb

Radzisław – polski herb szlachecki.

## Opis herbu
Na tarczy dzielonej w pas w polu górnym dwudzielnym, w polu pierwszym srebrnym – pszczoła, w polu drugim złotym – kwiat, w barwach przemiennych, w polu dolnym błękitnym – łabędź, w klejnocie trzy pióra strusie, na których gwiazda srebrna.

## Najwcześniejsze wzmianki
Herb nadany w 1837 Janowi Chrzcicielowi Stummerowi (1784-1845)

## Herbowni
Stummer